# Држич, Марин
Мари́н Држич (хорв. Marin Držić, итальянское имя Марино Дарса, итал. Marino Darsa; 1508, Рагуза, ныне Дубровник — 2 мая 1567, Венеция) — хорватский (Дубровницкая республика) драматург и поэт, представитель далматинского Возрождения XVI века.

## Жизнь
Држич был родом из многодетной плебейской семьи, его дядя Джоре Држич тоже был поэтом. В восемнадцать лет он был рукоположён в католические священники и отправился учить каноническое право в Сиену, находившуюся под властью Испании. Држич посещал нелегально игравшиеся в Сиене спектакли (зрелища были запрещены) и начал писать стихи в стиле петраркизма, а также пасторальные пьесы.
В 1543 году Држич вернулся в Дубровник. В городе театральные представления пользовались огромной популярностью среди всех классов. Држич написал множество комедий для ежегодного карнавала, далеко не все из них сохранились.
Он много путешествовал, побывал в Вене и Константинополе. В конце жизни, оппозиционно настроенный к олигархии Республики, эмигрировал и безуспешно добивался у Медичи, властителей Флоренции, чтобы они свергли дубровницкие власти. Затем переехал в Венецию, где и умер. Похоронен в Венеции в церкви святых Иоанна и Павла.

## Творчество

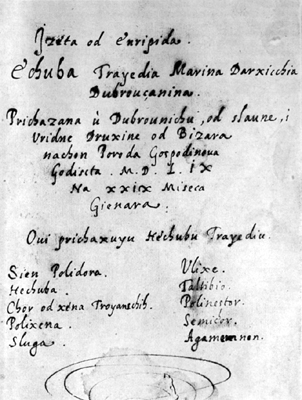
Прижизненный список комедии «Гекуба», принадлежавший театральной труппе в Шибенике, 1559

Первая Држича известная пьеса — «Tirena» (Тирена), где фигурируют пастухи, аристократы, а также фантастические существа (феи и другие); она напоминает «Сон в летнюю ночь» Шекспира. Наиболее знаменитая его комедия — «Dundo Maroje» (Дядя Марое; есть русский перевод, в 1980 году ставилась в БДТ) о дяде, решившем проследить судьбу дукатов, которые он выдал расточительному племяннику.
В драматургии Држича изображена огромная галерея типов Дубровницкой республики, выведен ряд узнаваемых масок — аристократы, священники, плебеи-рогоносцы, домашние тираны, слуги-плуты, простодушные поселяне и т. п. Ощутимо влияние масок римской комедии, особенно Плавта. Его театр отличает лингвистическая многослойность: персонажа характеризует язык, одни говорят на дубровницком хорватском городском диалекте, другие — на сельских, третьи — на итальянском. Држич также написал ряд прозаических памфлетов, где критиковал пороки аристократии.

## Признание
В Хорватии учреждена драматургическая премия имени Марина Држича. 2008 год (500-летний юбилей драматурга) объявлен в Хорватии годом Марина Држича и отмечался также ЮНЕСКО. Имя Држича носит проспект в Загребе. Особым почётом его имя окружено в родном Дубровнике. В городе есть его дом-музей, а в 2008 году, в год Марина Држича, перед Ректорским дворцом в Дубровнике поставлен памятник священнику-драматургу. При его жизни воздвигать статуи гражданам Республики было запрещено в знак равенства; лишь в 1638 году была поставлена статуя купцу Михо Працату (Miho Pracat), завещавшему свои богатства государству.